# 元景和
元景和（？—？），河南郡洛阳县（今河南省洛阳市东）人，追尊魏景穆帝拓跋晃曾孙，汝阴灵王拓跋天赐之孙，北魏宗室、官员。

## 生平
太和二十年十一月乙酉（496年12月16日），北魏恢复封元景和为汝阴王。孝昌年间，汾州吐京胡薛羽等人造反，征讨军的别将李德龙为薛羽击败，朝廷派裴良出任汾州刺史，兼任尚书左丞，西北道行台，与汾州刺史元景和以及李德龙率领数千士兵，防守城池。